# 伊藤欽亮
伊藤 欽亮（いとう きんすけ（きんりょう）、安政4年8月4日（1857年9月21日） - 昭和3年（1928年）4月28日）は、日本の実業家。新聞『時事新報』編集長、新聞『日本』社長。交詢社理事、慶應義塾評議員。

## 略歴
- 天保4年（1857年） - 長門国萩に生れる。
- 明治7年（1875年） - 上京。
- 明治10年（1877年）6月 - 慶應義塾に入塾。
- 明治12年（1879年）4月 - 慶應義塾本科を卒業し、時事新報に入社。
- 明治29年（1896年） - 日本銀行に転じる。
- 明治39年（1906年） - 陸羯南の後を継ぎ、日本新聞社長となる。

## 栄典
- 1906年（明治39年）4月1日 - 勲六等瑞宝章[1]

## 著作
- 石山賢吉編 編『伊藤欽亮論集』 上巻、ダイヤモンド社、1929年11月。NDLJP:1268545。

収録：第二次桂内閣国債政策に対する批評, 電車市営運動に対する論評, 憲政擁護閥族打破論, 薩閥内閣の批判, 山本内閣の海軍収賄事件, 清浦内閣流産前後の論評, 大隈内閣に対する批評, 大隈内閣の増師問題.
- 石山賢吉編 編『伊藤欽亮論集』 下巻、ダイヤモンド社、1930年3月。NDLJP:1268573。

収録：減税論, 欧洲大戦争論評, 農民の金融問題, 大蔵省の伏魔殿, 剰余金の問題, 正貨に関する議論, 貿易論, 為替論, 関税論.

## 関連文献
- 三田商業研究会編 編「日本新聞社長 伊藤欽亮氏」『慶應義塾出身名流列伝』実業之世界社、1909年6月、1-2頁。NDLJP:777715/12。